# Walter Garschal
Walter Garschal (* 16. Juni 1943 in Wien) ist ein ehemaliger österreichischer Radrennfahrer und nationaler Meister im Radsport.

## Sportliche Laufbahn
Garschal war im Bahnradsport und im Straßenradsport aktiv. Er war Mitglied der Nationalmannschaft Österreichs im Bahnradsport. Im Bahnradsport wurde er von 1962 bis 1965 nationaler Meister im Sprint. Im Tandemrennen holte er mit Günther Binder als Partner den Titel 1962, 1964 und 1965. Im 1000-Meter-Zeitfahren gewann er die nationale Meisterschaft 1964 bis 1966. 1965 und 1966 holte er den Titel in der Mannschaftsverfolgung. Im Zweier-Mannschaftsfahren wurde er 1965 mit Günther Binder und 1966 mit Robert Csenar Titelträger. Auf der Straße wurde er 1966 Zweiter der Burgenland-Rundfahrt hinter Róbert Hutyra.

## Familiäres
Sein Bruder Kurt Garschal war ebenfalls Radrennfahrer